# Microsoft Data Access Components
Microsoft Data Access Components (MDAC, Windows DAC) je skupina vzájemně propojených technologií společnosti Microsoft, které dávají programátorům bohaté možnosti vývoje aplikací s přístupem k nějakému datovému úložišti. Obsahuje komponenty jako: ActiveX Data Objects (ADO), OLE DB, and Open Database Connectivity (ODBC). Existuje také několik zastaralých součástí, například Microsoft Jet Database Engine, MSDASQL (zprostředkovatel OLE DB pro ODBC), Remote Data Services (RDS), API Data Access Objects (DAO) a Remote Data Objects (RDO).
První verze MDAC byla vydána v srpnu 1996. Později byly novější verze integrovány s Microsoft Windows a prohlížečem Internet Explorer. Produkt měl mnoho různých verzí a mnoho jeho součástí zastaralo a bylo nahrazeno novějšími technologiemi společnosti Microsoft.

## Architektura

### OLE DB
OLEDB (nebo i OLE-DB) umožňuje MDAC aplikacím jednotný přístup k různým typům datových úložišť. Firma Microsoft použila tuto technologii k oddělení aplikace od jejích dat. Microsoft původně zamýšlel OLE DB jako nahrazení (vyšší úroveň) a nástupce ODBC.
Tato technologie je koncepčně rozdělena na spotřebitele a poskytovatele dat. Spotřebitelé jsou aplikace, které potřebují přístup k datům, a poskytovatel je softwarová komponenta, která vystavuje rozhraní OLE DB pomocí komponentového objektového modelu (COM). Poskytovatelé OLE DB mohou poskytovat přístup k textovým souborům nebo tabulkám, ale i k databázím jako jsou Oracle a SQL Server. Protože však různé technologie ukládání dat mohou mít různý účel, poskytovatelé OLE DB nemusí implementovat všechny funkce rozhraní. Dostupné možnosti jsou implementovány přes objekty COM - poskytovatel OLE DB mapuje funkčnost technologie úložiště dat na konkrétní rozhraní COM. Poskytovatelé mohou také rozšířit možnosti úložiště dat; tyto funkce jsou známé jako služby v Microsoft Parlance.

### Universal data link
Soubory univerzálního datového propojení (.udl soubory) poskytují společné uživatelské rozhraní pro určování atributů připojení. Uživatel může použít dialogové okno Vlastnosti datového propojení k uložení informací o připojení do souboru .udl jako alternativu k jejich přímému určení v připojovacím řetězci. Tyto soubory tedy poskytují pohodlnou možnost přesměrování. Dialogové okno (Microsoft Data Link Configuration Tool) navíc nabídne řadu alternativních poskytovatelů dat OLE DB pro různé cílové aplikace.

### Další součásti (abecedně)
- ADO (ActiveX Data Objects)
- ADO.NET
- DAO (Data Access Objects)
- Jet Database Engine
- Microsoft SQL Server Network Library
- MSDASQL (zprostředkovatel OLE DB pro ODBC)
- ODBC (Open Database Connectivity)
- RDO (Remote Data Objects)
- RDS (Remote Data Services)